# إليانا كاردوسو
إليانا كاردوسو (من مواليد 28 فبراير 1944) أستاذة الاقتصاد في مدرسة ساو باولو للاقتصاد. عملت في كل من البنك الدولي وصندوق النقد الدولي. وهي حاصلة على درجة الدكتوراه من معهد ماساتشوستس للتكنولوجيا وماجستير من جامعة برازيليا.

## المسار المهني
في البنك الدولي شغلت منصب كبير الاقتصاديين في الصين من 1993 إلى 1995. كانت أيضًا مديرة قطاع في أمريكا اللاتينية من 1998 إلى 2000. عملت أيضًا في قسم الأبحاث في صندوق النقد الدولي. شغلت كاردوسو منصب سكرتير الشؤون الدولية في وزارة المالية في البرازيل.

## المنشورات
تدور أبحاثها حول الاقتصاد الدولي والاقتصاد الكلي. نشرت مقالات عن تدفقات رأس المال والتضخم وأسعار الصرف والصراع من بين أمور أخرى. يستكشف أحد كتابها أنظمة أسعار الصرف في الشرق الأوسط وآخر يحلل حالة الاقتصاد الكوبي بعد الشيوعية. لقد نشرت العديد من المقالات وأقل من 5000 اقتباس. احتلت المرتبة 698 من بين أكثر الاقتصاديات نفوذاً في العالم وفقًا لتصنيف RePEc / Ideas.